# Рак (болест)
Рак, такође познат као злоћудни тумор или малигна неоплазма, представља групу болести која укључује абнормални раст ћелија са потенцијалном могућношћу да нападне или се прошири на остале делове тела. Нису сви тумори канцерозни; бенигни тумори се не шире на остале делове тела. Могући знаци и симптоми укључују: нови чворић, абнормално крварење, продужени кашаљ, необјашњиви губитак тежине, као и промене у пражњењу црева између осталог. Мада ови симптоми могу да указују на рак, они се такође могу јавити и због неких других проблема. Познато је више од 100 различитих врста рака од којих људи обољевају.
Употреба дувана је узрочник код око 22% смртних случајева од рака. Додатних 10% чини гојазност, лоша исхрана, недостатак физичке активности и конзумирање алкохола. Међу осталим факторима се налазе неке инфекције, изложеност јонизујућем зрачењу и загађивачи из животне средине. У земљама у развоју скоро 20% случајева рака је последица инфекција као што су хепатитис Б, хепатитис Ц и хумани папилома вирус. Ови фактори делимично делују тако што мењају гене ћелије. Обично је потребно да дође до већег броја таквих генетских промена пре него што се развије рак. Приближно 5–10% случајева рака је последица генетских дефеката које је нека особа наследила од својих родитеља. Рак се може открити на основу одређених знакова и симптома или скрининг тестова. Након тога се обично врше даља испитивања путем медицинског имиџинга и потврђује биопсијом.
Многе врсте рака се могу спречити избегавањем пушења, одржавањем здраве телесне тежине, избегавањем прекомерног конзумирања алкохола, конзумирањем мноштва поврћа, воћа и интегралних житарица, вакцинацијом против неких заразних болести, умереном употребом црвеног меса у исхрани, као и избегавањем претераног излагања сунцу. Рано откривање путем скрининга је корисно у случају рака грлића материце и код колоректалног рака. Предности скрининга код рака дојке су спорне. За лечење рака се често користи нека комбинација радијационе терапије, хирургије, хемиотерапије и циљане терапије. Контрола бола и симптома је једна од важних ставки током неге. Палијативна нега је посебно значајна код оних са узнапредовалом болешћу. Шансе за преживљавање зависе од типа рака и степена болести на почетку лечења. Код деце са дијагнозом која су млађа од 15 година, у развијеном свету просечна петогодишња стопа преживљавања износи 80%. У Сједињеним Државама просечна петогодишња стопа преживљавања код рака износи 66%.
У 2012. години појавило се приближно 14,1 милион нових случајева рака на глобалном нивоу. То је довело до око 8,2 милиона смртних случајева или 14,6% свих смртних случајева код људи. Најуобичајенији типови рака код мушкараца су рак плућа, рак простате, колоректални рак и рак желуца, док се код жена најчешће јављају рак дојке, колоректални рак, рак плућа и рак грлића материце. Рак коже, изузев меланома, није укључен у ову статистику, а да јесте, чинио би најмање 40% случајева. Код деце се најчешће јављају акутна лимфобластна леукемија и тумори мозга, осим у Африци, где се чешће јавља нон-Хочкин лимфом .Највише смртног исхода је било код Апластичне Анемије од које умире око 91% оболелих и Дишенове мишићне дистрофије од које умире преко 70% оболелих. Ризик од рака значајно расте са старошћу, а многи типови рака се много чешће јављају у развијеним земљама. Стопе се повећавају са повећањем броја људи који живи до познијих година и са променама начина живота у земљама у развоју. Процењује се да финансијски трошкови рака износе 1,16 милијарди америчких долара годишње од 2010. године.
| Врста рака                     | Свет        | Србија |
| ------------------------------ | ----------- | ------ |
| Рак плућа                      | 1,2 милиона | 6,000  |
| Рак дојке                      | 1 милион    | 4,500  |
| Рак дебелог црева              | 950,000     | 3,700  |
| Рак грлића материце            | 500,000     | 1,400  |
| Рак простате                   | 250,000     | 1,250  |
| Извор: Новости, новембар 2014. |             |        |

## Дефиниције
Канцери су велика фамилија болести при којима долази до абнормалног ћелијског раста са могућношћу ширења на друге делове тела. Они формирају подскуп неоплазми. Неоплазма или тумор је група ћелија које су подлегле нерегулисаном расту, и често формирају масу или израслину, мада могу да буду дифузно распоређене.
Предложено је шест карактеристика канцера:
- самодовољност у сигнализацији раста
- инсензитивност на сигнале заустављања раста
- избегавање апоптозе
- омогућавање неограниченог репликационог потенцијала
- индукција и одржавање ангиогенезе
- активација метастазе и инвазија ткива.[23]

Прогресија од нормалних ћелија до ћелија које могу да формирају приметну масу непосредног канцера обухвата више корака који су познати као малигна прогресија.

## Знаци и симптоми
Кад се канцер зачне, он никад не производи симптоме. Знаци и симптоми се јављају са порастом масе или улцератиса. Резултирајући налази зависе од типа и локације канцера. Мали број симптома је специфичан, и многи се често јављају код особа са другим обољењима. Канцер је велики имитатор. Стога, није неуобичајено за људе код којих је дијагнозиран канцер да су били лечени од друге болести, за које се сматрало да узрокују симптоме.

### Локални ефекти
Локални симптоми се могу јавити услед масе тумора или његове улцерације. На пример, ефекти масе рака плућа могу да узрокују блокаду бронхија доводећи до кашља или пнеумоније; рак једњака може да узрокује сужавање једњака, узрокујући потешкоће и бол при гутању; а колоректални канцер може да доведе до сужавања или блокаде црева, резултирајући у променама рада црева. Масе у дојкама или тестисима се могу лако опипати. Улцерација може да узрокује крварење које, ако се јави у плућима, може да доведе до искашљавања крви, у цревима до анемије или ректалног крварења, у бешици до крви у мокраћи, и у утерусу до вагиналног крварења. Мада се локализовани бол може јавити код узнапредовалог канцера, иницијално отицање је обично безболно. Неки канцери могу да узрокују накупљање флуида у грудима или абдомену.

### Системски симптоми
Општи симптоми се јављају услед удаљених ефеката канцера који нису везани за директно или метастатичко ширење. Они могу да обухвате: ненамеран губитак тежине, грозницу, осећај претераног умора, и промене коже. Хоџкинова болест, леукемије, и канцери јетре или бубрега могу да узрокују перзистентну грозницу непознатог порекла.
Неки канцери могу да узрокују специфичне групе систематских симптома, зване паранеопластични феномени. Примери обухватају појаву миастенија гравис код тимома и витоперење ноктију код рака плућа.

### Метастаза
Канцер се може раширити са свог оригиналног места путем локалног ширења, лимфним ширењем до локалних лимфних чворова или путем крви (хематогеним ширењем) до удаљених места, што је познато као метастаза. Кад се канцер шири хематогеним путем, он се обично рашири по целом телу. „Хипотеза земљишта и семена“ метастазе канцера постулира да „семе“ канцера расте само у појединим локацијама.
Симптоми метастатичких канцера зависе од локације тумора, и могу да обухватају увећане лимфне чворове (који се могу опипати или понека видети под кожом, и типично су тврди), увећана јетра или увећана слезина, која се може опипати у абдомену, бол или прелом погођених костију, и неуролошки симптоми.

## Узроци
Постоји низ фактора који узрокују рак. Најчешћи узрок рака плућа у савременом свету је пушење. Дуже излагање азбестним материјама може да проузрокује мезотелиому.
Највећи број случаја канцера, око 90–95%, се јавља услед фактора животне средине. Преосталих 5–10% су последица наследне генетике. Животна средина, на начин на који је референцирају истраживачи канцера, се односи на било који узрок који није генетички наследан, као што су животни стил, економски и бихевиорални фактори, а не само загађење. Чести фактори средине који доприносе смрти од рака су дуван (25–30%), дијета и гојазност (30–35%), инфекције (15–20%), радијација (јонизујућа и нејонизујућа, до 10%), стрес, недовољна физичка активност, и загађење животне средине.
Готово је немогуће доказати шта је узрок канцера код било које особе, јер већина канцера има вишеструке могуће узроке. На пример, ако тешки пушач развије рак плућа, онда је до тога вероватно дошло због коришћења дувана, али пошто скоро свако има извесне шансе развоја рака плућа услед загађења ваздуха и радијације, онда постоји мала шанса да је канцер развијен због тих узрока упркос пушењу дувана. Изузев ретких случајева преноса до којих долази при трудноћи и маргиналног малог броја донација органа, канцер у општем случају није преносива болест.

### Хемикалије
Излагање појединим супстанцама је повезано са специфичним типовима канцера. Те супстанце се називају карциногенима. Пушење дувана, на пример, узрокује 90% случајева рака плућа. Оно исто тако узрокује канцер у гркљану, глави, врату, стомаку, бешици, бубрезима, једњаку и панкреасу. Дувански дим садржи више од педесет познатих карциногена, укључујући нитрозамине и полицикличне ароматчне угљоводонике. Дуван је одговоран за приближно једну трећину свих смртних случајева од канцера у земљама у развоју, и за једну петину глобално. Стопа смртности од рака плућа у Сједињеним Државама одражава патерне пушења, при чему је повишењу заступљености пушења следило драматично повећање броја смртних случаја од рака плућа и, однедавно смањењу нивоа заступљености пушења од 1950-их је следело смањење стопе морталитета од рака плућа од 1990.
У Западној Европи, 10% канцера код мушкараца и 3% свих канцера код жена се може приписати излагану алкохолу, посебно канцера јетре и цревног тракта. Канцер узрокован излагању супстанцама на радном месту се сматра да представља између 2–20% свих случајева. Сваке године, бар 200.000 људи умре широм света од рака узрокованог условима на радном месту. Милиони радника су изложени ризику развоја канцера попут рака плућа и мезотелиома услед удисања дуванског дима и азбестних влакана на радном месту, или леукемије услед излагања бензену.

### Дијета и вежбање
Дијета, недовољна физичка активност, и гојазност су повезани са око 30–35% смртних случајева од канцера. У САД је прекомерна телесна тежина асоцирана са развојем многих типова канцера и фактор је у 14–20% свих канцером узрокованих фаталности. Слично томе, једна УК студија, која је обухватила податке за преко 5 милиона људи, је показала да је повећани индекс телесне масе повезан са најмање 10 типова канцера, и да је одговоран за око 12.000 смртних случајева сваке године у тој земљи. Сматра се да физичка инактивност доприноси повећању ризика појаве канцера, не само путем њеног утицаја на телесну тежину него и путем негативног утицаја на имунски систем и ендокрини систем. Више од половине ефекта исхране је узроковано прекомерним јелом, а не толико неконзумирањем поврћа и друге здраве хране.
Неки специфични типови хране су повезани са специфичним канцерима. Исхрана са високим садржајем соли је повезана са раком желуца. Афлатоксин Б1, фреквентни прехрамбени контаминант, узрокује канцер јетре. Жвакање арека ораха узрокује орални канцер. Разлике у начину исхране могу делимично да објасне разлике у учесталости рака у различитим земљама. На пример, рак желуца се чешће јавља у Јапану због веома слане исхране док је рак дебелог црева превалентнији у Сједињеним Државама. Имигранти подлежу ризику њихове нове земље обично у току једне генерације, што сугерише постојање значајне везе између исхране и канцера.

### Инфекција
Широм света приближно 18% смртних случајева од канцера је узроковано инфективном болестима. Ова пропорција варира у различитим регионима света од високих 25% у Африци до 10% у развијеном свету. Вируси су обично инфективни агенси који узрокују канцере, мада канцерне бактерије и паразити такође могу да имају ефекта.
Вирус који може да узрокује канцер се назвиа онковирус. У ову групу се убрајају хуман папилломавирус (рак врата матернице), Епстеин-Барров вирус (Лимфопролиферативни поремећаји и рак назофаринкса), Капосијев саркома херпесвирус (Капосијева саркома и примарне ефузионе лимфоме), хепатитис Б и хепатитис Ц вируси (хепатоцелуларни карцином), и људски Т-ћелијски леукемијски вирус-1 (леукемије Т-ћелија). Бактеријска инфекција такође може да повећа ризик од канцера, као што је случај са Helicobacter pylori-индукованим раком желуца. У паразитске инфекције које су снажно повезане са канцером се убрајају: Schistosoma haematobium (Рак бешике) и метиљи јетре, Opisthorchis viverrini и Clonorchis sinensis (холангиокарцином).

### Радијација
До 10% инвазивних канцера је повезано са излагањем радијацији, укључујући јонизациону радијацију и нејонизациону ултравиолетну радијацију. Додатно, велика већина неинвазивних канцера су немеланомни кожни канцери узроковани нејонизационим ултравиолетном радијацијом, углавном из сучевих зрака. Извори јонизационе радијације су медицинска визуализација и гас радон.
Јонизујуће зрачење није посебно јак мутаген. Стамбена изложеност радону, на пример, има сличан ризик од рака као пасивно пушење. Радијација је потентнији извор канцера кад се комбинује са другим агенсима, као што је излагање радону заједно са пушењем дувана. Радијација може да узрокује канцер у већини делова тела, код свих животиња, и у свим узрастима. Деца и адолесценти су два пута склонији да развију радијацијом индуковану леукемију него одрасли; излагање радијацији пре рођења има десет пута већи ефекат.
Медицинска употреба јонизујућег зрачења је мала, али је оно ипак растући узрок радијацијом узрокованих канцера. Јонизујуће зрачење се може користити у третирању других канцера, мада то може у неким случајевима да индукује другу форму канцера. Оно се такође користи у неким врстама медицинске визуализације.
Дуготрајно излагање ултраљубичастом зрачењу Сунца може да доведе до меланома и других кожних малигнитета. Постоје јасни докази за везу ултравиолетног зрачења, посебно нејонизујућег средњеталасног УВБ, као узрока већине немеланомских ракова коже, који су најчешће форме канцера у свету.
Нејонизујућа радијација на радио фреквенцијама из мобилних телефона, пренос електричне енергије, и други слични извори су били описани као могући карциногени од стране Међународне агенције за истраживање канцера, која је део Светске здравствене организације. Међутим, студије нису утврдиле конзистентну везу између радијације мобилних телефона и ризика од канцера.

### Наслеђивање
Веома велика већина канцера је ненаследна (они су „спорадични канцери“). Наследни канцери су првенствено узроковани наслеђеним генетичким дефектом. Мање од 0,3% становништва су носиоци генетичке мутације која има велики утицај на ризик од канцера и ти случајеви сачињавају од 3–10% свих канцера. Неки од тих синдрома обухватају: поједине наслеђене мутације у генима BRCA1 и BRCA2 са више од 75% ризика од рака дојке и рака јајника, и наследни неполипозни колоректални канцер (HNPCC или Линч синдром), који су присутни у око 3% људи са раком дебелог црева, између осталих.

## Дијагноза
Рак се, с обзиром у ком делу тела се развио, може манифестирати на различите начине. За коначну дијагнозу најчешће је потребна микроскопска анализа ткива добивеног биопсијом. Када се једном дијагностицира, терапија се најчешће састоји од кируршке операције, хемотерапије и зрачења.

## Фактори ризика
Постоји читав списак чиниоца фактора ризика који се повезују с настанком рака, а водећи промјењиви чиниоци су: пушење, конзумирање алкохола, исхрана осиромашена воћем и поврћем, претилост и инфекција ХПВ вирусом. Неки од осталих фактора ризика су: излагање јонизирајућем зрачењу или ултраљубичастом зрачењу, удисање влакана азбеста, удисање пара бензена, хепатитис Ц.

## Лечење
Многи облици рака се лече ca успехом, а неки су и потпуно излечиви, поготово ако се рано открију. Опет, већина облика рака изазива смрт и неизлечиви су. Рак представља један од главних узрочника смрти у развијеним земљама.
До 2009. године фармацеутска индустрија је испитала 860 лекова против рака, што је двоструко више од броја испитаних лекова против срчаног и можданог удара заједно. Без обзира на уложено и цену лечења за болеснике, делотворност лекова је упитна. На пример, Тарцев лек против рака гуштераче чија месечна терапија кошта 3500 америчких долара продужује живот пацијентима за свега 12 дана. Слична ситуација је и с леком Erbitux који се користи против рака дебелог црева. Цена месечне терапије је 10 000 америчких долара, а он продужује живот за само 45 дана. Без обзира на упитни успех лекова, између 1998. и 2008. године се број лекова против рака нашао у врху 200 најпродаванијих, готово се удвостручио с 12 на 23, а у десет најпродаванијих су ушла три лека против рака.
Велика потенцијална добит на овим лековима присиљава предузећа на даља улагања у истраживање тако да, примерице, Фајзер улаже 20% од свог новца уложеног у истраживање (7 милијарди долара) у лекове за лечење рака.